# Napo tartomány
Napo Ecuador egyik tartománya, amelynek székhelye az Amazonas esőerdőben található csendes kisváros, a "fahéj és orchideák fővárosa" (Tierra de orquídea, guayusa y canela), Tena. A tartományban legfontosabb folyója a Napo-folyó. Ez a terület kevésbé fejlett, nincs igazán ipara. A sűrű esőerdő sok olyan bennszülött törzs számára nyújt elszigetelődési lehetőséget, akiknek az őseik tovább tudták űzni a hódító konkvisztádorokat és még előtte az inkákat az Andokba. 2000-re már csak ez az egyetlen ecuadori tartomány, amelynek népessége túlnyomórészt bennszülött (a lakosság 56,3%-a saját bevallása szerint őslakos vagy beszél az egyik bennszülött nyelven).
Napo tartományban található az Antisana Ökológiai Rezervátum és a Limoncocha Nemzeti Biológiai Rezervátum.

## Kantonok
A tartományban öt kanton van.
| Kanton                      | Népesség (2001) | Terület (km²) | Székhely                    |
| --------------------------- | --------------- | ------------- | --------------------------- |
| Archidona                   | 18,551          | 3,029         | Archidona                   |
| Carlos Julio Arosemena Tola | 2,943           | 501           | Carlos Julio Arosemena Tola |
| El Chaco                    | 6,133           | 3,473         | El Chaco                    |
| Quijos                      | 5,505           | 1,577         | Baeza                       |
| Tena                        | 46,007          | 3,904         | Tena                        |